# Marcopolo (Italie)
Marcopolo est une chaîne de télévision culturelle italienne dédiée aux voyages et à l'aventure, lancée le 1er septembre 1997. D'abord visible sur Sky Italia, elle est désormais visible depuis le 1er janvier 2014 sur Tivù Sat mais elle cesse sa diffusion sur Sky. Elle arrive sur le réseau de télévision numérique terrestre le 17 février 2014 (canal 223).